# Monacha cartusiana
Monacha cartusiana е вид коремоного от семейство Hygromiidae.

## Разпространение
Видът е разпространен в Австрия, Албания, Белгия, Босна и Херцеговина, Великобритания, Германия, Гърция, Дания, Испания, Италия (Сардиния и Сицилия), Люксембург, Нидерландия, Полша, Португалия, Северна Македония, Румъния, Словакия, Словения, Сърбия, Украйна, Унгария, Франция (Корсика), Хърватия, Черна гора, Чехия и Швейцария.